# Ralph Gleis

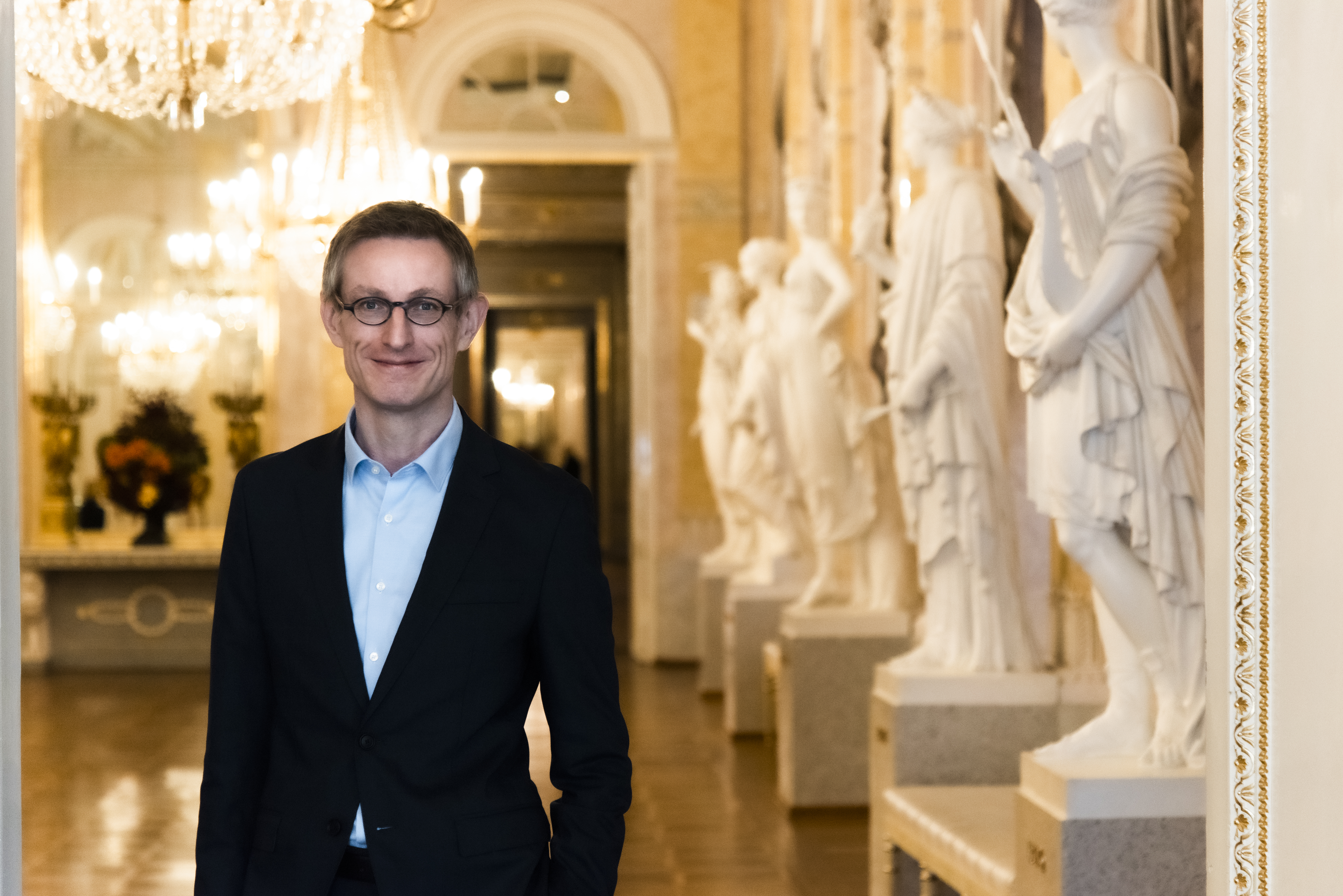
Ralph Gleis (2024)

Ralph Gleis (* 9. August 1973 in Münster, Westfalen) ist ein deutscher Kunsthistoriker und seit 2025 Generaldirektor der Albertina (Wien). Von 2017 bis 2024 war er Direktor der Alten Nationalgalerie in Berlin.

## Leben
Ralph Gleis studierte Kunstgeschichte, Geschichte und Soziologie an der Westfälischen Wilhelms-Universität in Münster, der Università degli Studi di Bologna und der Universität zu Köln, wo er 2008 im Fach Kunstgeschichte mit der Dissertation Das moderne Historienbild. Anton Romako und die Historienmalerei im 19. Jahrhundert promoviert wurde. Sein Forschungsschwerpunkt liegt auf der Kunst des 19. Jahrhunderts und der Klassischen Moderne, zu denen er zahlreiche Aufsätze und Katalogbeiträge publizierte.
Nach beruflichen Stationen am Deutschen Historischen Museum in Berlin, am Königlichen Museum der Schönen Künste in Antwerpen sowie am Haus der Geschichte der Bundesrepublik Deutschland in Bonn war Gleis von 2009 bis 2017 Kurator am Wien Museum. Schwerpunkt seiner kuratorischen Tätigkeit bildeten dort Ausstellungen zur Kunst des 19. und 20. Jahrhunderts.
Ab Mai 2017 leitete Ralph Gleis die Alte Nationalgalerie in Berlin. In dieser Funktion konnte er im Oktober 2020 nach achtjähriger Sanierung die Friedrichswerdersche Kirche als Dependance und Ausstellungsort für Skulpturen wiedereröffnen.
2022 wurde Ralph Gleis zum Direktor der Alten Nationalgalerie ernannt.
Seit 1. Januar 2025 ist Ralph Gleis Generaldirektor der Albertina (Wien).

## Schriften (Auswahl)
- Anton Romako. Die Entstehung des modernen Historienbildes. Wien / Köln / Weimar 2010, ISBN 978-3-412-20613-0.
- (Hrsg.): Makart. Ein Künstler regiert die Stadt. Ausst. Kat. Wien Museum. München 2011.
- (Hrsg.): Experiment Metropole. 1873: Wien und die Weltausstellung. Ausst. Kat. Wien Museum. Wien 2014.
- (Hrsg.): O. R. Schatz & Carry Hauser – im Zeitalter der Extreme. Ausst. Kat. Wien Museum. Salzburg und Wien 2016.
- mit Maria Obenaus (Hrsg.): Rodin – Rilke – Hofmannsthal. Der Mensch und sein Genius. Katalog zur Ausstellung in der Alten Nationalgalerie vom 17. November 2017 bis 18. März 2018. Verbrecher Verlag, Berlin 2017, ISBN 978-3-95732-297-5.
- mit Yvette Deseyve (Hrsg.): Kampf um Sichtbarkeit, Künstlerinnen der Nationalgalerie vor 1919.  Katalog zur Ausstellung in der Alten Nationalgalerie Berlin vom 11. Oktober 2019 bis 8. März 2020. Reimer, Berlin 2019, ISBN 978-3-496-01634-2.
- (Hrsg.): Gustave Caillebotte. Maler und Mäzen des Impressionismus. Katalog zur Ausstellung in der Alten Nationalgalerie Berlin vom 17. Mai 2019 bis 15. September 2019. Hirmer, München 2020, ISBN 978-3-7774-3322-6.
- (Hrsg.): Dekadenz und dunkle Träume. Der belgische Symbolismus. Katalog zur Ausstellung in der Alten Nationalgalerie Berlin vom 18. September 2020 bis 17. Januar 2021. Hirmer, München 2020, ISBN 978-3-7774-3507-7.
- mit Anna Kærsgaard Gregersen (Hrsg.): Paul Gauguin. Why are you angry? Katalog zur Ausstellung in der Alten Nationalgalerie vom 26. März bis 10. Juli 2022. Berlin 2022, ISBN 978-3-88609-868-2.
- mit Yvette Deseyve (Hrsg.): Im wechselnden Licht. Skulpturen des 19. Jahrhunderts in der Friedrichswerderschen Kirche. Katalog zur Dauerausstellung. Schnell & Steiner Verlag, Regensburg 2022, ISBN 978-3-7954-3663-6.
- mit Ursula Storch (Hrsg.): Secessionen. Klimt – Stuck – Liebermann. Katalog zur Ausstellung in der Alten Nationalgalerie vom 23. Juni bis 22. Oktober 2023. Hirmer, München 2023, ISBN 978-3-7774-4163-4.
- mit Birgit Verwiebe (Hrsg.): Caspar David Friedrich. Unendliche Landschaften. Katalog zur Ausstellung in der Alten Nationalgalerie vom 19. April bis 4. August 2024. Prestel Verlag, München 2024, ISBN 978-3-7913-7742-1.

## Ausstellungen (Auswahl)
Wien Museum
- Makart. Ein Künstler regiert die Stadt, Juni 2011 bis Oktober 2011
- Experiment Metropole. Wien und die Weltausstellung, Mai 2014 bis September 2014
- O.R. Schatz und Carry Hauser. Im Zeitalter der Extreme, Februar 2016 bis Mai 2016

Alte Nationalgalerie
- Rodin - Rilke - Hofmannsthal. Der Mensch und sein Genius, November 2017 bis März 2018
- Gustave Caillebotte. Maler und Mäzen des Impressionismus, Mai 2019 bis September 2019
- Kampf um Sichtbarkeit. Künstlerinnen der Nationalgalerie vor 1919, Oktober 2019 bis März 2020
- Dekadenz und dunkle Träume. Der belgische Symbolismus, September 2020 bis Jänner 2021
- Friedrichswerdersche Kirche. Skulpturen aus der Sammlung der Nationalgalerie, seit September 2021
- Reflexionen über Malerei. Gerhard Richters Birkenau-Zyklus, März 2021 bis Oktober 2021
- Paul Gauguin. Why are you angry?, März 2022 bis Juli 2022

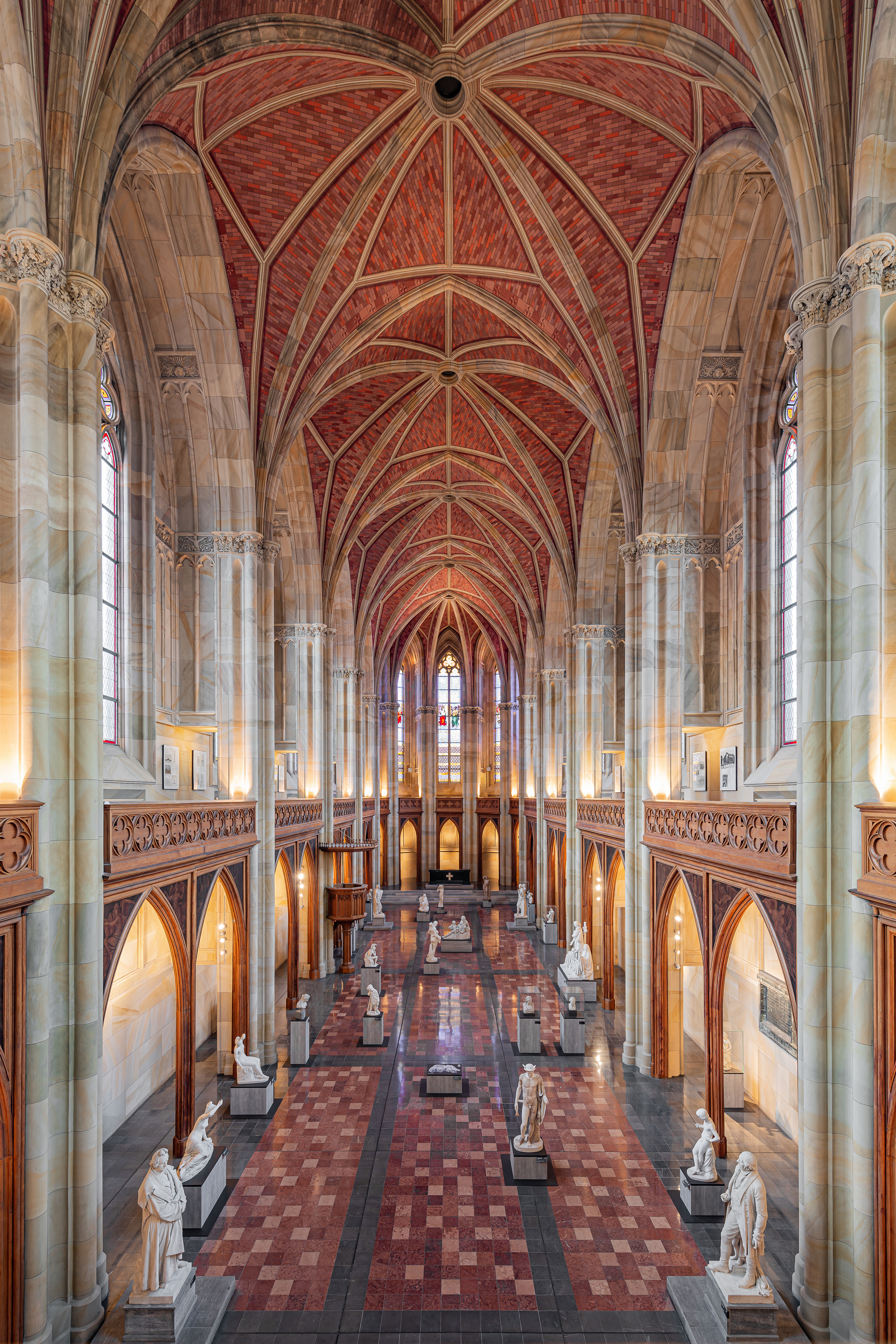
Innenansicht Friedrichswerdersche Kirche

- Innenansicht Friedrichswerdersche KircheSecessionen. Klimt, Stuck, Liebermann, Juni 2023 bis Oktober 2023
- Monet und die impressionistische Stadt, September 2024 bis Januar 2025